# Pixelfed
Pixelfed est un réseau social de partage d'images sous la forme d'un logiciel libre et open-source. Il est souvent comparé à Instagram, un autre réseau social de partage d'images. Il utilise le protocole ActivityPub pour se fédérer au « Fediverse ».

## Description
Lancé à la mi-avril 2018, par un développeur canadien, Daniel Supernault,, il permet de partager des images avec d'autres plateformes du Fediverse, comme Friendica, Mastodon, Nextcloud, PeerTube et Pleroma. Comme c'est un logiciel libre et au code source ouvert, il est possible d'installer sa propre instance, tout en se connectant à cette fédération du Fédiverse.
Le 9 janvier 2025, une application Android est lancée, suivie par une application iOS le 15 janvier 2025.
Le système est développé dans le langage de script PHP et utilise le framework Laravel.
Il utilise une interface utilisateur, appelée Compose UI permettant lors du chargement d'images de faire des modifications sur son aspect colorimétrique, il est également possible d'inclure les publications de PixelFed dans n'importe quelle page web, via la balise embed. Il comporte également des outils de modération et un concept appelé « stories », permettant d'échanger des histoires entre instances PixelFed ou autre instance ActivityPub supportant ce type d'activité (au sens d'ActivityPub).

## Pixelfed et Instagram
Pixelfed est parfois présenté comme une alternative à Instagram,,,, permettant d'échapper à sa politique de censure. Il est possible d'importer ses données d'Instagram vers Pixelfed. Contrairement à Instagram, Pixelfed ne contient pas de publicité et ne revend pas les données de ses utilisateurs à des tiers.
Au début de 2025, à la suite de la décision de Mark Zuckerberg de supprimer la modération des contenus haineux de Facebook et Instagram, l'application est téléchargée par de nombreux utilisateurs.
Les plateformes de Meta ont ensuite censuré les liens vers Pixelfed. L'entreprise a par la suite reconnu une erreur.

## Client tiers
Une application Android et iOS est disponible pour interagir avec l'API de Pixelfed.